# Leiodermatium paniceus
Leiodermatium paniceus är en svampdjursart som först beskrevs av William Johnson Sollas 1888.  Leiodermatium paniceus ingår i släktet Leiodermatium och familjen Azoricidae. Inga underarter finns listade i Catalogue of Life.